# Български таен централен революционен комитет
Българският таен централен революционен комитет е българска революционна организация, създадена в Пловдив на 10 февруари 1885 година. Първоначалната цел на комитета е извоюването на автономия на Македония (Западна Румелия), а в по-далечна перспектива, образуването на Балканска федерация. БТЦРК играе важна роля в организирането на Съединението на Княжество България и Източна Румелия.

## История
Според Иван Андонов, комитетът е основан сред всеобщото раздвижване на духовете по македонския въпрос по инициатива на велешанина революционер и опълченец Спиро Костов, който настоява Андонов и Захарий Стоянов да се заемат отново с революционна дейност с цел освобождение на македонските българи.
На 10 февруари 1885 година в къщата на Андонов в Пловдив се събират революционни дейци, които основават организация, наречена първоначално Таен македонски революционен комитет, който е преименуван през април на БТЦРК. За председател на Централния комитет в Пловдив е избран Захарий Стоянов, секретар е Андонов, касиер – Тодор Гатев, а членове са опълченецът Петър Зографски, учителят Тома Карайовов, въстаникът от 1876 година Спас Турчев, военният прокурор в Пловдив поручик Ганю Атанасов, секретарят на Дирекцията на правосъдието Иван Стоянович и Спиро Костов. По-късно се присъединяват пристигналите от Княжество България Коста Паница и Димитър Ризов, един от водачите на Либералната партия Георги Странски и други.
| „ | Целта на комитета беше не само освобождението на Македония, но и обединението на целокупния български народ, който беше разпокъсан от Берлинския конгрес на пет части. Избра се и една комисия, която да изработи революционния устав на комитета. | “ |

Организацията се заема с образуването на революционни комитети в градовете в Източна Румелия – Станимака, Чирпан – където основен двигател е Стою Филипов, Голямо Конаре, Сливен, Ямбол, Хасково, Стара Загора, Татар Пазарджик, Бургас, Панагюрище.
По-главните дейци в страната според Андонов са:
| - Хасково - Милю Милев - Кръстю Маймунков - Величко Попов - Стара Загора - Димитър Начев - Сава Маринов - Христо Ваклидов - Чирпан - Стою Филипов - Пеню Гарванов - Пешо Динчов - Тане Пеев - Никола Нанчев - Никола Касабов - Васил Бабаков - Иван Митев - Василаки Попдимитров - Иван Янакиев - Въчко Иванов | - Сливен - Димитър Куртев - Димитър Сяров - Атанас Попиванов - Кючуков - Кантарджиев - Манол Георгиев - Ямбол - Стефан Любомски - Христо Векилов - Влахов - Видю Монев - Бакалов - Татар Пазарджик - Антон Мумджиев - Тодор Киров - Георги Димитров - Богдан Стоянов - Иван Соколов - Отон Иванов | - Голямо Конаре - Петър Шилев - Продан Тишков - Недялка Шилева - Георги Пенелов - Христо Македонски - Велко Михайлов - Стоян Празов - Никола Милев - Келенпиров - Петър Ихтиманлията - Тане Кръстев - поп Иван Генов - Трифон Овчаров - Симон Марков - Станимака - Никола Кръстев - Панайот Сребров - Георги Ковачев - Герасим Старчев - Костадин Балтов | - Бургас - Иван Цанков - Брезово - Иван Станков Коларов - Стою Ранделов - Марин Молдовански - Ихтиман - Димитър Сестримски - Никола Крапчански - Новаково - поп Ангел Чолаков - Хаджи Елес - Иван Минев - Кръстю Качаков - Калайджиев - Юртчии - Иван Динчов | - Рахманлии - Минчо Андреев - Аджар - Никола Марев - Котел - Берберов - Харманли - Ганю Буков - Нешо Брайков - Панагюрище - Павел Шопов - Манчо Манев - Филип Щърбанов - Копривщица - Петко Искров Муллата - Танчо Шабанов |
| | | | | |

Спиро Костов е назначен за екзекутор на всички решения на Пловдивския централен комитет. По негова препоръка са привлечени и учениците македонци от Пловдивската гимназия Андрей Ляпчев, Пере Тошев, Христо Татарчев и Кушев, Петко Германов от Дерекьой, Лозенградско, журналистът Ангел Семерджиев от Батак, Стефан Салгънджиев и Боню Баев от Шипка. Комитетът изпраща на агитационна обиколка из Македония Димитър Стерев от Свищов, Д. Голов и Воденичаров, които са заклети, снабдени с паспорти на чужди имена, пари и прокламации, издадени от тайния революционен Македонски комитет. Тримата обаче са заловени от османските власти.
През април, комитетът изработва и отпечатва устав в печатницата на Семерджиев в Пловдив. Уставът е базиран на този на БРЦК, изработен от Любен Каравелов и Левски. Комитетът е прекръстен на Централен български революционен комитет, като за цел е посочено
| „ | освобождението и обединението на целия български народ | “ |

Първата публична акция на комитета са панихида и демонстрация по повод годишнината от смъртта на Христо Ботев на 19 май, на които се държат речи за освобождението на Македония и обединението на Северна и Южна България. Правителството реагира, като уволнява от държавна служба основните участници в комитета – Захарий Стоянов, Иван Андонов, Иван Стоянович, Ганю Атанасов, Спас Турчев, Георги Бенев, изключени са и ученици от гимназията. Към края на месеца комитетът започва да издава вестник „Борба“, който придобива широка популярност в областта.
През лятото на 1885 комитетът организира кражбата на оръжие от военен склад в Чирпан. То трябва да бъде прехвърлено в Княжество България за въоръжаването на чети, които да заминат за Македония. След като властите залавят пратката и организират наказателно дело срещу извършителите, Захари Стоянов решава, че правителството на Източна Румелия е сериозна пречка пред дейността на организацията. Основен приоритет на БТЦРК става свалянето на източнорумелийското правителство и обединението на Княжество България и Източна Румелия.
Чрез публикации в пресата и публични демонстрации БТЦРК засилва обществените нагласи в полза на обединението. Най-масовото мероприятие е честването на годишнината от смъртта на Хаджи Димитър на връх Бузлуджа на 21 юли. В същото време комитетът установява връзки с висши офицери, като капитан Райчо Николов и капитан Сава Муткуров, както и с много офицери в местните гарнизони. Проведени са разговори и с майор Данаил Николаев, най-висшият офицер в областта.
Представители на БТЦРК се срещат с княз Александър I Батенберг, който ги насърчава, и комитетът решава да обяви Съединението на 15 септември. На 2 септември в Панагюрище започва бунт, овладян още на същия ден от полицията. Пред опасността страната да бъде обхваната от разпокъсани спорадични бунтове, а ръководителите на заговора да бъдат арестувани, комитетът решава да ускори начинанието. Още същия ден представители на БТЦРК са изпратени в различни градове на областта, откъдето трябва да поведат бунтовнически групи към Пловдив, където да ги поставят под командването на майор Данаил Николаев.
На 4 септември бунтовници, под ръководството на Продан Тишков – Чардафон, обявяват Съединението и установяват контрол над село Голямо Конаре. С това е поставено началото на въстанието, довело до Съединението на България. На 5 септември няколкостотин въоръжени бунтовници от Голямо Конаре се придвижват към Пловдив.
През нощта срещу 6 септември частите на милицията, командвани от Данаил Николаев, установяват контрол над града и отстраняват правителството и генерал-губернатора Гаврил Кръстевич. Съставено е временно правителство, начело с Георги Странски, включващо първоначално главно членове на БТЦРК.